# BOO
Boo是個物件導向語言，語法非常接近Python，並且提供了許多可以擴充編譯器的有趣特色，並且可以運行在.NET Framework或Mono上。
Boo為开放源代码，使用MIT許可證／BSD许可证授權。

## 緣起
在微软推出.NET Framework之後，作者Rodrigo Barreto de Oliveira非常喜愛這個環境，卻又驚訝於無法使用自己最喜愛的語言來進行開發（當時只提供C＃、Visual Basic .NET、JScript .NET），所以就在2003年開始著手開發一個語法類似Python，同時兼具靜態、動態語言特性的語言。

## 程序的执行
與其他的.Net語言一樣，BOO並無法產生二进制代碼。但與其他.Net語言最大的不同，它除了可以被編譯為MSIL Byte Code，在（Common Language Runtime）執行之外，還可以作為script來執行（使用booi、booish）。

## 入門
下面是一个在命令提示字元上輸出Hello World的小程式：
```
print
 
"Hello, world!"

```

官方網站提供了很好的入門課程：BOO Tutorial

## 整合開發環境（IDE）
目前有支援BOO的整合開發環境並不多：
- MonoDevelop（页面存档备份，存于）
- SharpDevelop（页面存档备份，存于）
- BooLangStudio（页面存档备份，存于）在2008年八月釋出Alpha 1，可以整合在Visual Studio 2008裡。

## 外部連結
- （英文）BOO官方網站
- （英文）Boo附加元件[永久]
- （英文）concurrent-boo（页面存档备份，存于）

1. ↑  . github.com.   [August 5, 2015]. （原始内容存档于2020-06-01）.